# Revue de Belles-Lettres
 (juin 2025).
La Revue de Belles-Lettres (RBL) est une revue littéraire suisse fondée en 1836, l'une des plus anciennes revues littéraires du monde francophone. Spécialisée aujourd'hui dans la poésie contemporaine, elle constitue une référence majeure dans le paysage littéraire francophone.

## Histoire

### Origines et fondation
La Revue de Belles-Lettres trouve ses origines dans les sociétés d'étudiants suisses du même nom. Le premier numéro paraît en 1836, créé par des lycéens de 16-17 ans membres de la Société de Belles-Lettres.

### Développement institutionnel
« Fondée par les sociétés de Belles-Lettres de Lausanne, Genève et Neuchâtel lors de la fête centrale de 1864 à Rolle, la Revue de Belles-Lettres se veut alors représentative de l'esprit romand ».
La revue est publiée à tour de rôle par les trois sociétés fondatrices, rejointes par celle de Fribourg en 1900. Cette organisation reflète « les intérêts littéraires de plusieurs générations d'étudiants ».

### Modernisation et autonomisation
Un tournant majeur s'opère dans les années 1950-1960 : « Dès 1952, elle est dotée d'une administration centrale et à partir des années 1960 elle échappe au tournus traditionnel pour finalement se fixer à Genève ». La revue « s'ouvre alors à des collaborateurs extérieurs à Belles-Lettres, se concentre sur la poésie française, romande et étrangère et publie de nombreux numéros spéciaux » consacrés notamment à Charles-Albert Cingria, Ludwig Hohl, aux romanciers de Suisse alémanique ou à la littérature de Suisse italienne.

## Ligne éditoriale et contenu

### Orientation contemporaine
Aujourd'hui, la Revue de Belles-Lettres est « une référence en matière de poésie contemporaine. [E]lle accueille des poètes confirmés et nouveaux, et se veut ouverte à la diversité des voix et des langues ».

### Format et périodicité
La revue paraît de manière semestrielle et « publie des dossiers et des numéros spéciaux qui font date. De plus, elle ouvre souvent ses pages à des artistes et propose des rubriques régulières, des chroniques et des notes de lecture ».

### Dimension internationale
« De par son ancrage géographique (en Suisse), au confluent de différentes langues et cultures, les différentes rédactions qui se sont succédé ont toutes été particulièrement sensibles, attentives et réceptives aux écrivains de l'Europe de l'Ouest et de l'Est. La RBL propose ainsi depuis plus de 60 ans beaucoup de traductions, depuis 2010 systématiquement avec le texte original en regard ».

## Personnalités liées à la revue

### Collaborateurs historiques
Parmi les figures marquantes ayant contribué à la revue, on compte notamment Denis de Rougemont : « à 19 ans, il prend la charge du secrétariat de la Revue de Belles-Lettres et y publie certains de ses premiers articles » en 1926. Il « continue d'y collaborer épisodiquement après ses études, portant ses contributions à une trentaine d'articles jusqu'en 1968 ».

### Direction
La revue est dirigée depuis 2010 par Marion Graf, avec David André comme responsable de publication.

## Reconnaissance et archivage

### Documentation institutionnelle
La revue fait l'objet d'une documentation approfondie, notamment à travers l'« Index général (1836-1972) » publié par René Marti et Claudette Dubois à Genève en 1973.

### Présence dans les collections nationales
La Revue de Belles-Lettres est conservée dans les collections de la Bibliothèque nationale de France.

## Caractéristiques éditoriales
| Caractéristique | Information                        |
| --------------- | ---------------------------------- |
| ISSN            | 0035-1016                          |
| Périodicité     | Semestrielle (deux numéros par an) |
| Siège actuel    | Lausanne, Suisse                   |
| Site web        | larevuedebelleslettres.ch          |
| Langue          | Français                           |
| Thématique      | Littérature, Poésie contemporaine  |

## Impact culturel
La Revue de Belles-Lettres a joué un rôle de « pépinière des talents littéraires romands ».